# 余汝本
余汝本（?—?），浙江新昌人，清朝政治人物。进士出身。
道光20年（1840年），擔任清朝遵义府婺川縣知縣。后由陸用康接任。